# Luan Cadoi
Luan Cadoi ist eine osttimoresische Siedlung im Suco Cassa (Verwaltungsamt Ainaro, Gemeinde Ainaro).

## Geographie und Einrichtungen
Luan Cadoi ist ein Dorf im Süden der Aldeia Lailima, in einer Meereshöhe von 85 m. Durch das Dorf führt die Überlandstraße von Cassa, dem Hauptort des Sucos, nach Zumalai im Südwesten. Östlich fließt der Belulik, der Grenzfluss zum Suco Leolima (Verwaltungsamt Hato-Udo).
In Luan Cadoi befinden sich eine Grundschule und das zentrale Öllager Pessado.